# Princeps (storia romana)
Princeps (plurale: principes) è una parola latina che significa "primo nel tempo o nell'ordine; il primo, il capo, il più eminente, distinto o nobile; il primo uomo, la prima persona". Come titolo, "princeps" ha avuto origine nella Repubblica romana, in cui il membro principale del Senato era designato princeps senatus.
È principalmente associato agli imperatori romani come titolo non ufficiale adottato per la prima volta da Augusto (regnò 27 a.C. - 14 d.C.) nel 23 a.C. Il suo uso in questo contesto continuò fino alla fine del III secolo d.C. visto che l'imperatore Diocleziano (r. 284 – 305 d.C.) preferì il titolo di dominus, che significa "signore" o "padrone". Di conseguenza, l'Impero romano da Augusto a Diocleziano è chiamato "principato" (principatus) e da Diocleziano in poi "dominato" (dominatus). Altri storici definiscono il regno da Augusto a Alessandro Severo (r. 222 – 235) come principato e il periodo successivo come autocrazia.
Il titolo medievale "principe" è un derivato di princeps.

## Militare romano
- Vedere Principes (soldato di fanteria pesante legionario)
- centurione al comando di un'unità o di un ufficio amministrativo.
- Princeps ordinarius vexillationis: centurione al comando di una vexillatio (distacco).
- Princeps peregrinorum ("comandante degli stranieri"): centurione responsabile delle truppe nella castra peregrina (base militare a Roma per personale distaccato dagli eserciti provinciali)
- Princeps prior: centurione al comando di un manipulus (unità di due centurie) di principes (fanteria pesante legionaria).
- Princeps posteriori: deputato al Princeps prior
- Princeps praetorii: centurione annesso alla sede.

Princeps è stato utilizzato anche come seconda parte di vari altri titoli militari, come Decurio princeps, col significato di princeps (tra gli alfieri). Vedi anche Principalis (come in Optio principalis).

## Amministrazione romana
Princeps è anche la versione breve (ufficiale) di Princeps officii, il capo di un officium (il personale dell'ufficio di un dignitario romano).

## Impero romano
Princeps civitatis ("Primo cittadino") era un titolo ufficiale di un imperatore romano, come il titolo che determinava il capo nell'antica Roma all'inizio dell'Impero Romano. Ha creato il principale sistema imperiale romano.
Questo uso di "princeps" derivava dalla posizione di Princeps senatus, il "primo tra pari" del Senato romano. Il princeps senatus (plurale principes senatus) era il primo membro per precedenza del Senato romano, e la sua opinione di solito veniva richiesta per prima nei dibattiti senatoriali.
Fu dato per la prima volta come titolo speciale a Cesare Augusto nel 27 a.C. vedendo che l'uso dei titoli rex (re) o dittatore avrebbe creato risentimento tra i senatori e altri uomini influenti, che in precedenza avevano dimostrato la loro disapprovazione sostenendo l'assassinio di Giulio Cesare. Mentre Augusto aveva la supremazia politica e militare, aveva bisogno dell'assistenza dei suoi compagni romani per gestire l'Impero. Nella sua Res Gestae, Augusto rivendica l’auctoritas per il princeps (se stesso).
Vari titoli ufficiali erano associati all'imperatore romano. Questi titoli includevano imperator, Augustus, Caesar e più tardi dominus (signore) e basileus (la parola greca per "sovrano"). La parola imperatore deriva dal titolo romano "imperator", che era un titolo militare molto alto, ma non esclusivo, fino a quando Augusto iniziò a usarlo come suo prenome.
L'imperatore Diocleziano (284–305), il padre della Tetrarchia, fu il primo a smettere del tutto di riferirsi a se stesso come "principe", chiamandosi "dominus" (signore, padrone), abbandonando così la pretesa che l'imperatore non fosse veramente una carica monarchica. Il periodo in cui regnarono gli imperatori che si facevano chiamare princeps - da Augusto a Diocleziano - è chiamato "il Principato", il governo di Diocleziano iniziò il periodo del "Dominato".
L'antica Roma conosceva anche un altro tipo di principes "principeschi", come "princeps iuventutis" ("il primo tra i giovani"), che nel primo impero veniva spesso conferito ai successori idonei dell'imperatore, specialmente dalla sua famiglia. Fu dato per la prima volta ai nipoti materni di Augusto, Gaio e Lucio.

## Eredità nobiliare
"Princeps" è la radice e la resa latina delle parole moderne come il titolo inglese e il termine generico principe (vedi quell'articolo, anche per vari equivalenti in altre lingue), poiché la versione bizantina del diritto romano era la base per la terminologia giuridica sviluppata nell’Europa feudale (e poi assolutista).

## Significati non romani
Princeps è stato utilizzato in vari nomi scientifici, tra cui i seguenti:
- Princeps, un ex genere di farfalle a coda di rondine ora trattato come un sottogenere di Papilio
- Accipiter princeps, l'astore della Nuova Britannia
- Actenoides princeps, il martin pescatore dal petto squamoso
- Cattleya walkeriana var. princeps, sinonimo di Cattleya walkeriana, una specie di orchidea
- Emberiza flaviventris princeps, una sottospecie di zigolo dal petto dorato trovato in Angola e Namibia
- Grallaria guatilensis princeps, una sottospecie di formica squamosa trovata in Costa Rica e Panama
- Heterohyrax brucei princeps, una sottospecie di mammifero a macchie gialle
- Melionyx princeps, melidectes dalla lunga barba
- Morphnarchus princeps, falco sbarrato
- Triplofusus princeps, una lumaca di mare tropicale.
- Passerculus sandwichensis princeps, passero di Ipswich (una sottospecie di passero di Savannah)
- Ploceus princeps, il principe tessitore
- Psittacus timneh princeps, una sottospecie di pappagallo